# Martín de Gurrea y Aragón
Martín de Gurrea y Aragón  (Pedrola, 17 de mayo de 1525 o 1526 - Pedrola, 25 de abril de 1581), hijo de Alfonso Felipe de Aragón, de quien heredó sus estados, y de Ana Sarmiento, fue un noble aragonés, coleccionista y mecenas.
De linaje real por descender de Juan II de Aragón fue conde de Ribagorza desde 1550, tras la muerte de su padre, y cuarto duque de Villahermosa a partir de 1558, cuando el tercer duque Fernando Sanseverino de Aragón, príncipe de Salerno, fue desposeído del título por apoyar a los franceses en Italia traicionando al rey español.

## Ascendientes
El ducado de Villahermosa fue creado por el padre de Fernando el Católico (el rey Juan II de Aragón) para reconocer los méritos militares de su hijo Alonso, habido con Leonor de Escobar fuera del matrimonio. A Alonso de Aragón también se le otorgó el condado de Ribagorza.
El primer duque tuvo un hijo bastardo llamado Juan (1457-1528), que fue reconocido como nieto por el rey Juan II para agradecer a su madre, María Junquers, el gobierno y defensa de la Ribagorza en ausencia del conde.
Aunque no heredó el ducado de Villahermosa (que pasó a los hijos legítimos de Alfonso de Aragón), Juan de Aragón fue conde de Ribagorza. Fue además virrey de Aragón y segundo virrey de Nápoles de 1507 a 1509, en sustitución de Gonzalo Fernández de Córdoba, «el Gran Capitán». Se casó con María López de Gurrea, dama rica y culta que aportó sus muchos estados, entre ellos Luna y Pedrola, llamada a convertirse en la principal sede de la familia. Tras este matrimonio los descendientes de Juan pasarían a anteponer el apellido Gurrea al de Aragón.
De este matrimonio nació Alonso Felipe de Gurrea y Aragón (1487-1550), tercer conde de Ribagorza, que se casó primero con Isabel de Cardona y Enríquez de Quiñones, de la poderosa familia catalana de los Cardona y, tras enviudar, con Ana de Sarmiento de Ulloa y Castilla, adinerada descendiente de mariscales de Castilla y titular de concesiones estatales salineras. De este segundo matrimonio fue hijo Martín de Gurrea y Aragón.

## Biografía
Martín pasó sus primeros años en Pedrola. Después su formación se encomendó a su tío materno, el cardenal Pedro Gómez Sarmiento, en Santiago de Compostela (con quien adquiriría conocimientos de italiano, francés, latín, griego y hebreo), y a la Corte, donde fue menino de la emperatriz Isabel y después paje del futuro Felipe II. En la Corte trabó amistad con el cardenal Granvela y cultivó la relación con el príncipe, a quien acompañó en 1554 en su viaje a Inglaterra para desposar a la reina María Tudor, o en 1555 a Bruselas para presenciar la abdicación del emperador Carlos V de sus estados en los Países Bajos. Su tiempo se repartía entre su actividad como cortesano y sus estancias en Pedrola.

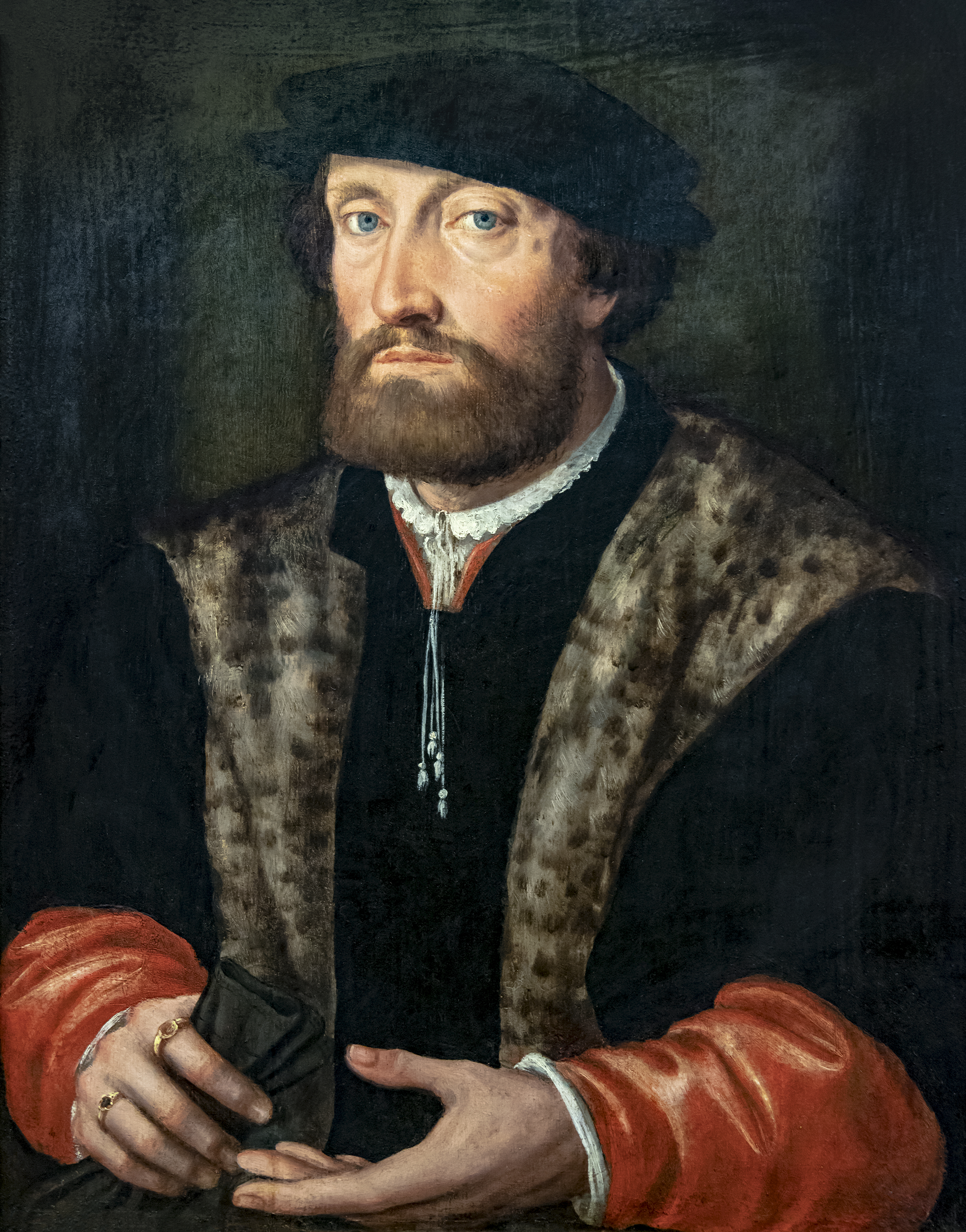
Retrato del Cardenal Granvela, por Frans Floris.

En 1557,  Martín participó en la batalla de San Quintín, en la que se distinguió como militar. Esto le ganó el favor real, y su fortuna personal le permitió costearse algunos encargos de carácter político y diplomático que siguieron. La muerte de su esposa en 1560, sin embargo, lo apartó de la Corte para ocuparse de sus posesiones en Aragón. 
Martín de Aragón se había casado hacia 1542 con Luisa de Borja y Aragón, de la familia de los duques de Gandía, bisnieta del papa de Borja o Borgia Alejandro VI y hermana de Francisco de Borja.  Luisa murió tras haber alumbrado ocho hijos: Juan, Fernando, Ana, Martín, Francisco, María, Inés y Juana (que murió siendo niña). Todos ellos recibieron una esmerada educación, Martín y Francisco fueron incluso a la Universidad de Salamanca, lo que era muy infrecuente entre la gran nobleza de la época. El duque, viudo, se casó con María Pérez de Pomar en 1566, con quien tendría una hija, Juliana. Tuvo también dos hijas naturales: María y Gabriela.

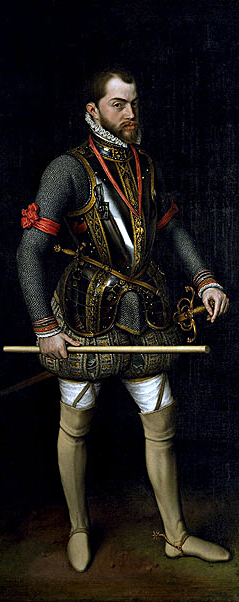
Retrato del rey Felipe II (1560), por Antonio Moro (Real Monasterio de San Lorenzo de El Escorial).

En el condado de Ribagorza,  Martín se enfrentó a una situación delicada que podía enturbiar sus relaciones con la Corte. En el territorio reinaba la rebelión y la justicia dictaminó en Zamora el 6 de junio de 1554 que los derechos de Martín sobre el condado habían cesado, con lo que el territorio junto a sus fortalezas y rentas pasaban al rey. El conde de Ribagorza se acogió a la jurisdicción del Justicia de Aragón.
El 6 de mayo de 1565 legó a favor de su primogénito Juan de Gurrea y Aragón, al comprometerse en matrimonio con Luisa Pacheco Cabrera, hija de los marqueses de Villena y duques de Escalona; boda que debido al pleito ribagorzano no tuvo lugar hasta el 18 de mayo de 1567. La decisión del tribunal se retrasaba y la provisionalidad agravó el desgobierno, que contaba con la aquiescencia real. Cuando llegó la sentencia del Justicia de Aragón en 1567, favorable a los derechos del conde, la situación era ya irreversible. Años después de la muerte de Martín, el condado de Ribagorza se extinguió y el territorio pasó a depender exclusivamente de la corona.
Por otra parte, el duque Martín concertó un ventajoso matrimonio para su primogénito Juan, al que cedió el condado de Ribagorza, con Luisa Pacheco, hija de los castellanos duques de Escalona. Se celebró la unión en 1569 y en 1571, en un episodio muy turbio, Juan, conde de Ribagorza, fue acusado de asesinar a su esposa. Escapó a Italia, fue apresado y ajusticiado en público en 1573 en Torrejón de Velasco. La muerte del hijo de  Martín hizo que sus aspiraciones cortesanas pasaran a un segundo lugar, además de tener que reasumir la responsabilidad del condado de Ribagorza
Los años finales de Martín de Gurrea y Aragón estuvieron jalonados de pérdidas de seres queridos como la muerte de Juana de Austria, hermana de Felipe II a la que conocía y apreciaba desde niño; la de Diego de Arnedo, obispo de Huesca; la de Juan de Austria; o la de su propia madre. En 1579 fue arrestado Antonio Pérez, con quien el duque había tenido buena relación. Con tantos golpes, el duque se refugió en una religiosidad cada día más devota. Murió en 1581 y lo sucedió en el ducado de Villahermosa, en el condado de Ribagorza y en sus demás títulos su hijo Fernando, casado con Juana de Pernstein y Manrique de Lara, dama de María de Habsburgo, emperatriz de Austria (1528-1603).

## Mecenazgo y vida cultural

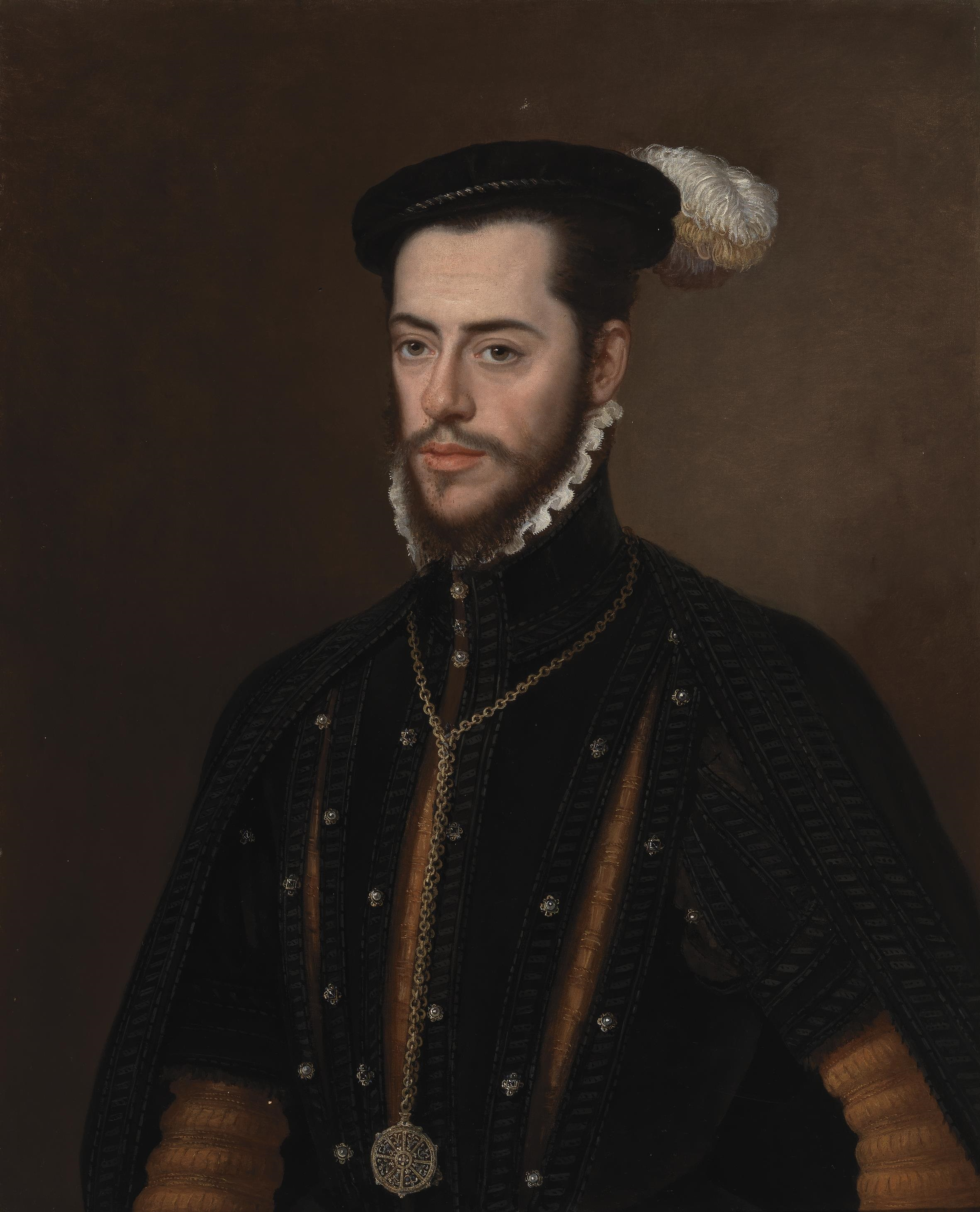
Martín de Aragón, por Gabriel Maureta copiando un original de Roland de Mois. C. 1877. (Museo del Prado, Madrid).

Gracias a su educación, su posición y sus numerosos viajes,  Martín frecuentó los círculos humanistas y artísticos de su época. Su tío, el cardenal Pedro Gómez Sarmiento, le enseñó a amar la antigüedad clásica. Fue buen amigo del ya mencionado cardenal Granvela, con el que se encontraría, además de en la Corte durante sus primeros años, en Flandes y en Aragón. Granvela lo introdujo en círculos artísticos flamencos, donde el duque conoció, entre otros pintores, a Roland de Mois y Pablo Esquert, que pasaron a trabajar a su servicio. Con el polígrafo Antonio Agustín compartió la pasión por la numismática. Frecuentó la compañía del gran mecenas aragonés de la época, don Hernando de Aragón, arzobispo de Zaragoza, regente de Aragón y descendiente, igual que el duque, de los reyes aragoneses por ser nieto de Fernando el Católico. También mantuvo relación con otros eclesiásticos humanistas como Diego de Arnedo y Pedro Cerbuna.
Martín se hizo con una buena colección de arte, en la que destaca la galería de retratos de los Villahermosa realizados por Roland de Mois, el retrato del duque que pintó el taller de Antonio Moro y El Rapto de Europa, de Tiziano, que le regaló el propio artista. Además, poseyó obras creídas de Miguel Ángel, El Bosco o Brueghel, entre otros. En Pedrola y en el Monasterio de Veruela, por el que sentía especial apego, dejó testimonio de su gusto por el arte sacro, acentuado con la edad y los sinsabores de sus últimos años.
La colección de monedas y medallas que inició el cuarto duque de Villahermosa fue una de las primeras y más importantes de España. Habló de ellas en una de sus obras, Discursos sobre medallas y antigüedades.

## Matrimonio y descendencia
Hacia 1542 se casó con Luisa de Borja y Aragón, con la que tuvo a:
- Juan de Gurrea y Aragón, V conde de Ribagorza.
- Fernando de Gurrea y Aragón, V duque de Villahermosa.
- Francisco de Gurrea y Aragón, VI duque de Villahermosa.
- Martín de Gurrea y Aragón, barón de Entenza y Capella.
- Ana de Gurrea y Aragón, casada con Felipe Galcerán de Castro de So y Pinós, X vizconde de Ebol.
- María de Gurrea y Aragón, monja.
- Inés de Gurrea y Aragón, monja.
- Juana de Gurrea y Aragón, murió siendo niña.

Tras fallecer su esposa en 1560 contrajo matrimonio con María Pérez de Pomar con quien tuvo una hija Juliana, la cual casó con Juan de Aragón, señor de Ballobar y Las Casetas.
Martín de Gurrea tuvo además dos hijas fuera del matrimonio, María y Gabriela.
| Predecesor: Alfonso VII                    | Conde de Ribagorza 1550 – 1565    | Sucesor: Juan de Gurrea y Aragón     |
| Predecesor: Juan de Gurrea y Aragón        | Conde de Ribagorza 1573 - 1581    | Sucesor: Fernando de Gurrea y Aragón |
| Predecesor: Fernando Sanseverino de Aragón | Duque de Villahermosa 1550 - 1581 | Sucesor: Fernando de Gurrea y Aragón |